# Contea di Anson
La contea di Anson, in inglese Anson County, è una contea dello Stato della Carolina del Nord, negli Stati Uniti. La popolazione al censimento del 2000 era di 25 275 abitanti. Il capoluogo di contea è Wadesboro.

## Storia
La contea di Anson fu costituita nel 1750. Il nome deriva da George Anson, ammiraglio inglese del Settecento.